# Sebastian Sorsa
Sebastian Sorsa (Helsinki, 25 gennaio 1984) è un ex calciatore finlandese di ruolo centrocampista.

## Palmarès

### Club

#### Competizioni nazionali
- Campionato finlandese: 6

HJK: 2009, 2010, 2011, 2012, 2013, 2014
- Coppa di Finlandia: 4

HJK: 2006, 2008, 2011, 2014
- Coppa di Lega finlandese: 1

HJK: 2015